# IM (음악 그룹)
IM(한국어:아이엠)은 대한민국의 보이그룹이자 2019년에 해체 한 그룹이다

## 이전구성원
- 한결
- 기석
- 기중
- 태은